# N23 (Frankrijk)
De N23 of Route nationale 23 is een voormalige nationale weg in het westen van Frankrijk. De weg liep van Chartres via Le Mans, Angers en Nantes naar Paimbœuf en was 326 kilometer lang.

## Geschiedenis
In 1811 liet Napoleon Bonaparte de Route impériale 26 aanleggen van Parijs naar Nantes en Paimbœuf. In 1824 werd de latere N23 gecreëerd uit de oude route van de Route impériale 26. Deze weg liep van Chartres via Le Mans, Angers en Nantes naar Paimbœuf. 

### Declassificaties
In 1973 werd het deel tussen Nantes en Paimbœuf overgedragen aan het departement Loire-Atlantique, omdat het geen belang had voor het doorgaande verkeer. Dit deel kreeg het nummer D723.
Door de aanleg van de parallelle autosnelweg A11 nam het belang van de N23 sterk af. Daarom werd de hele weg in 2006 overgedragen aan de departementen. De delen hebben daardoor nummers van de departementale wegen. De overgedragen delen van de N23 kregen de volgende nummers:
- Eure-et-Loir: D923
- Orne: D923
- Sarthe: D323
- Maine-et-Loire: D323 (tot Angers)
- Maine-et-Loire: D723 (vanaf Angers)
- Loire-Atlantique: D723

N1 · N2 · N3 · N4 · N5 · N6 · N7 · N9 · N10 · N11 · N12 · N13 · N14 · N15 · N17 · N19 · N19J · N20 · N21 · N22 · N24 · N25 · N27 · N28 · N31 · N33 · N34 · N36 · N37 · N41 · N42 · N43 · N44 · N47 · N49 · N51 · N52 · N57 · N58 · N59 · N61 · N61A · N65 · N66 · N67 · N70 · N77 · N79 · N80 · N82 · N83 · N85 · N86 · N87 · N88 · N89 · N90 · N94 · N98 · N100 · N102 · N104 · N105 · N106 · N109 · N112 · N113 · N116 · N118 · N118A · N118B · N122 · N123 · N124 · N125 · N126 · N129 · N134 · N135 · N136 · N137 · N138 · N141 · N142 · N145 · N147 · N149 · N150 · N151 · N154 · N157 · N158 · N159 · N162 · N164 · N165 · N166 · N171 · N174 · N175 · N176 · N182 · N184 · N186 · N186A · N186B · N188 · N191 · N192 · N201 · N202 · N205 · N209 · N216 · N221 · N224 · N225 · N227 · N230 · N237 · N244 · N248 · N249 · N250 · N254 · N265 · N274 · N282 · N296 · N301 · N303 · N306 · N314 · N315 · N316 · N320 · N324 · N330 · N337 · N338 · N346 · N353 · N356 · N363 · N385 · N388 · N401 · N406 · N410 · N416 · N425 · N431 · N440 · N441 · N444 · N446 · N449 · N481 · N486 · N488 · N489 · N520 · N524 · N532 · N537 · N542 · N543 · N568 · N569 · N572 · N580 · N814 · N844 · N1007 · N1012 · N1013 · N1014 · N1019 · N1021 · N1029 · N1031 · N1043 · N1050 · N1075 · N1083 · N1104 · N1113 · N1134 · N1135 · N1141 · N1154 · N1338 · N1547 · N1569 · N2028 · N2043 · N2057 · N2162 · N2249